# Rodrigo Bellot
Rodrigo Bellott (Santa Cruz de la Sierra, 4 de octubre de 1978) es un cineasta, guionista, productor y director de teatro boliviano. Su ópera prima fue la película Dependencia sexual, que ofrece un entendimiento de la sociedad cruceña al inicio de los años 2000. 

## Biografía
Rodrigo Bellott nació en Santa Cruz de la Sierra, Bolivia, en 1978 e integró el elenco de Casateatro por cuatro años. En 1997, se fue a Estados Unidos, para estudiar Cine y Artes Visuales en el Ithaca College, en Nueva York. Allí realizó su primer cortometraje, Forlorn (Solo), con el cual ganó dos premios en los festivales de Rochester y Miami y obtuvo un auspicio de Kodak Film para filmar cortos en 16 milímetros. 
Su tercer corto, Destierro, fue nominado a un premio por la Academia de Artes Cinematográficas de Estados Unidos. Poco después filmó su ópera prima, Dependencia sexual, estrenada en 2003, con un grupo de jóvenes actores, como Pablo Fernández y Carlos Rocabado. Con esta cinta, Bellott ganó premios y reconocimientos en los festivales de Locarno, Santa Cruz de la Sierra, Montevideo, Seúl, Providence, San Francisco y Gran Canaria.
Años después, bajo la producción de la escuela de cine La Fábrica, lanzó su segundo largometraje, ¿Quién mató a la llamita blanca?, que se convirtió en un gran éxito de público. En una entrevista con Sandra Parada realizada en febrero del 2025, comentó que ha sufrido ataques violentos en represalía por esta película.
Bellot es abiertamente homosexual y varias de sus películas exploran temáticas LGBT, específicamente Perfidia (2009), Tu me manques (2019) y Blood-Red Ox (2022).

## Filmografía
- Forlorn (1998) Cortometraje
- Dysfunctional (1999) Cortometraje
- Destierro (2000) Cortometraje
- Sexo (2000) Cortometraje
- Dependencia sexual (2003)
- ¿Quién mató a la llamita blanca? (2007)
- Perfidia (2009)
- Refugiados (2013) Cortometraje
- Unicornio (2014) Cortometraje
- Tu me manques (2019)
- Buey Rojo Sangre (2022)